# …ses plus grands succès (À planche)
Pour les articles homonymes, voir Ses plus grands succès.
…ses plus grands succès (à planche) est une compilation des plus grands succès de Claude Dubois sortie en 1976.

## Liste des pistes
1. Besoin pour vivre
2. Le Labrador
3. La meilleure solution
4. Trop près, trop loin
5. Comme un million de gens
6. Femme de rêve
7. En voyage
8. Bébé Jajou la Toune
9. L'espace qu'il lui reste
10. Artistes